# طبقة صوتية

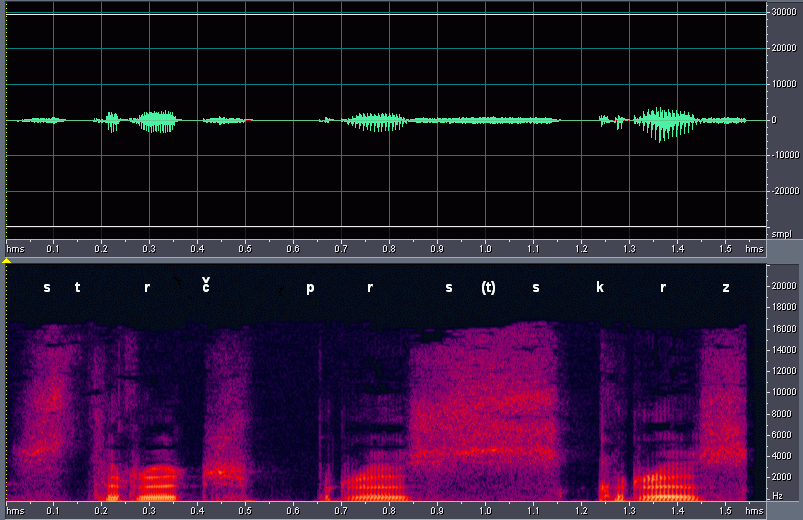

الطبقات الصوتية هي درجات تردد الصوت البشري عند الكلام والغناء وقد صنفها الخبراء إلى أقسام وكلما كان تردد موجة الصوت الصادر أكبر كان الصوت أكثر حدة وأعلى طبقة لتكون النساء عادة أعلى طبقة من الرجال .

## أسماء الطبقات
أعلى طبقة حسب التصنيف هو السبرانو ثم يليه الميزو سبرانو ثم يليه الألتو الأقل حدة ثم التينور صوت الرجال الحاد ثم الباريتون ثم يليه الباس وهو الأقل طبقة وبين هذه الطبقات تجد أسماء طبقات فرعية.